# Jean Petrovici
Jean Petrovici (n. 19 iunie 1924, Roman -  d. 8 februarie 2005, București) a fost un regizor de filme documentare român. 

## Filmografie
- Pui de șoim (1953)
- Chemare (1957)
- O vizită prietenească (1958)
- Cartierul nostru (1959)
- Un om obișnuit (1960)
- Carnet de practică (1961)
- Oameni bogați (1962)
- Pretutindeni muncesc oameni (1963)
- Școala de la Meri (1964)
- Pasiuni (1965)
- Zilele Sighișoarei (1965)
- Scoica (1966)
- Ziua recoltei (1966)
- Tradiții (1967)
- Digul (1968)
- Muguri (1969)
- Atenție, fragil! (1969)
- Chimia în slujba agriculturii (1969)
- Cravata roșie (1969)
- Acoperișul (1970)
- Scurtcircuit (1970)
- Visele copilăriei (1971)
- A XXVII–a aniversare (1971)
- Vizita președintelui Consiliului de Stat al României, tovarășul Nicolae Ceaușescu, în Finlanda (1971)
- Vizita președintelui Consiliului de Stat al României, tovarășul Nicolae Ceaușescu, în Maroc (1971)
- Băile Felix (1972)
- Adunarea populară din 1 Mai (1972)
- Creșterea vacilor în I.A.S. (1972)
- Porumbeii și fanfara (1973)
- Vizita de lucru a tovarășului Nicolae Ceausescu în județele Vaslui și Iași (1973)
- Vizita oficiala a tovarășului Nicolae Ceaușescu în unele țări ale Americii Latine. Republica Cuba (1973)
- Vizita oficiala a tovarășului Nicolae Ceaușescu în unele țări ale Americii Latine. Oaspeți de onoare ai Republicii Costa Rica (1973)
- 23 august 1973 (1973)
- Universul lor (1974)
- După 16 ani (1974)
- Orizont XXX Bacău (1975)
- Efectele biologice ale curentului electric (1975)
- Avanpremieră (1976)
- Chimia româneasca la TIBCO ’75 (1976)
- Mihai Eminescu (1976)
- Nivea – semicentenar (1976)
- Partener comercial de prestigiu, chimia (1976)
- Platformele de foraj marin (8 filme) (1976-1982)
- Docul uscat (1977)
- O industrie a frumuseții (1977)
- Fabricat în România – „Gloria” – Platforma de foraj marin (1978)
- La închiderea ediției (1978)
- Nivea 50 – La închiderea ediției (1978)
- Petronauții (1978)
- Premieră în largul Mării Negre (1978)
- Treptele pietrei (1978)
- Colaborare și cooperare reciproc avantajoase (1979)
- Drumul pietrei (1979)
- Imprudențe mici, consecințe mari (1979)
- Industria chimică româneasca – prezent și perspectivă (1979)
- Industrialexport la salonul chimiei (1979)
- ICECHIM XXX (Album festiv) (1980)
- O nouă premieră industrială (1980)
- Prim plan – Cercetarea științifică în dezvoltarea industriei chimice (1980)
- Trei starturi (1980)
- Vasilache și Mărioara (1981)
- Geneza (1982)
- Vechi și nou (1983)
- Echinocțiul de toamnă (1984)
- Constantin Lucaci (1985)
- Virtuozitate (1987)
- Canalul Poarta Albă-Midia Năvodari (1988)
- Flăcările din adâncuri (1989)
- Un vis prometeic (1989)

## Premii
- Un exemplu de urmat (Leipzig, 1960)
- Pretutindeni muncesc oameni (Mamaia, 1964)
- Pasiuni (Mamaia, 1966)
- Tradiții (Tarbes, 1973)
- La echinocțiul de toamnă (ACIN 1984)
- Constantin Lucaci (Padova, 1986)
- Virtuozitate (ACIN 1987)
- Flacăra din adâncuri (ACIN 1989)